# 威莱集团
威莱集团（英語：Whealthfields Lohmann）是中國大陸的化工日用品生產商，成立於2000年，總部位於广东省廣州市，主要生产个人护理及家居清洁产品，拥有威露士、妈妈壹选、卫新等品牌。其中，威露士消毒液在2019年中国家用消杀产品市场中占据45.1%的市场份额。

## 旗下品牌
- 威露士（Walch）：主要产品为威露士消毒液，此外亦生产衣物除菌液、洗手液、香皂、湿巾等
- 妈妈壹选（LaMaMMa）：以天然原料为卖点，主要生产洗洁精、皂粉、皂液、洗手液、洗衣凝珠等
- 菁华（FRESH HY）：原名为“卫新”，主要生产洗衣液，另有以日式包装的“PRINCE Ka王子菁华”洗衣凝珠
- 威洁士（Walex）：主要生产衣物除菌液等衣物护理产品
- 亮净：主要生产洗洁精、清洁剂等家居清洁产品
- 可柔可顺（Softwise）：主要生产衣物柔顺剂、衣物护理剂等衣物护理产品
- 绿劲（Greenway）：以环保为卖点，主要生产洗洁精、清洁剂等家居清洁产品
- 新卫生84：主要生产漂白水、洁厕精
- 蜜蜂宝贝（Bee's Best）：主要生产专为婴儿设计的洗衣液
- 18本（Natra Pari）：主要生产沐浴露、洗发水等个人护理产品
- 百令（Bering）：主要生产漱口水等口腔护理产品
- 芙维他（fruiter）：主要生产水果香型的洗手液
- 纺优美 (Ar Füm) ：主要生产洗衣凝珠和留香珠
- 王子石鹼株式會社 ：2017年在日本創立的品牌、主要生产洗衣凝珠和洗衣液
- 快潔 (Fab)，原寶潔公司旗下品牌、2023年易手、主要生产洗衣粉和洗衣液